# Малахия
 Тази статия е за библейския пророк.  За византийския духовник вижте Малахия Солунски.  
Малахия (на иврит: מַלְאָכִי‎‎) е еврейски пророк.
Известен е само като предполагаемия автор на библейската „Книга на пророк Малахия“, като според някои изследователи не е действителна личност, а името му, буквално означаващо „мой вестоносец“, е само нарицателно. Според описваните събития в „Книга на пророк Малахия“, тя вероятно е писана през V век пр. Хр (между 416 и 400 пр. н.е.)., по времето на пророк Неемия или малко след това.  Предмет на книгата са строгите критики срещу морала на еврейският род. По това време  новият ред още не е утвърден от Неемия и от служенията в храма на Йерусалим В книгата се споменава и за Предтечата, който ще подготви пътя на Месията.
Паметта на пророк Малахия се отбелязва от Православната църква на 3 януари.